# 古濟夫卡
49°7′1″N 30°59′29″E / 49.11694°N 30.99139°E
古濟夫卡（烏克蘭語：Ґудзівка），2024年9月前称为胡濟夫卡（烏克蘭語：Гудзівка），是位於烏克蘭中部的村莊，由切爾卡瑟州裡茲韋尼霍羅德卡區的茲韋尼霍羅德卡市鎮負責管轄。該村始建於1750年，面積7.7平方公里，海拔高度163米，2009年人口794，人口密度每平方公里103.1人。
2024年9月19日，乌克兰最高拉达将该村的名字改为“古济夫卡”。